# Constellation (film)
Constellation is een Amerikaanse  dramafilm uit 2005. De film werd heel slecht ontvangen en behaalde een zeldzame 0%-score op Rotten Tomatoes, dit betekent dat alle recensies verzameld door de website negatief waren. 

## Plot
Een familie komt samen na de begrafenis van een familielid.

## Rolverdeling
| Acteur             | Personage            |
| ------------------ | -------------------- |
| Gabrielle Union    | Carmel Boxer         |
| Billy Dee Williams | Helms Boxer          |
| Zoë Saldana        | Rosa Boxer           |
| Hill Harper        | Errol Hickman        |
| Melissa De Sousa   | Lucy Boxer           |
| Lesley Ann Warren  | Nancy                |
| Rae Dawn Chong     | Jenita               |
| Daniel Bess        | Jonge Bear Korngold  |
| David Clennon      | Oudere Bear Korngold |
| Ever Carradine     | Celeste Korngold     |
| Shin Koyamada      | Yoshito              |
| Erika Coleman      | Jonge Lucy Boxer     |
| David Beier        | Legerofficier        |